# Вжесња
Вжесња (пољ. Września) град је у Пољској у Војводству великопољском. По подацима из 2012. године број становника у месту је био 29 564.
.

## Становништво
| 2012.  |
| ------ |
| 29 564 |

## Партнерски градови
- Гарбзен